# مارک روآن
مارک روآن (انگلیسی: Marc Rowan؛ زادهٔ ۱۹۶۲ (۶۲–۶۳ سال)) کارآفرین، بازرگان، سرمایه‌گذار، نیکوکار و مدیر ارشد اجرایی آمریکایی است، که در سال ۱۹۹۰ با مشارکت لئون بلک، جاشوا هریس و آنتونی رسلر شرکت مدیریت آپولو را تأسیس نمود.